# Ричвуд (Луїзіана)
Ричвуд (англ. Richwood) — місто (англ. town) в США, в окрузі Вачіта штату Луїзіана. Населення — 3881 особа (2020).

## Географія
Ричвуд розташований за координатами 32°26′56″ пн. ш. 92°4′38″ зх. д. / 32.44889° пн. ш. 92.07722° зх. д. (32.448880, -92.077279).  За даними Бюро перепису населення США в 2010 році місто мало площу 6,60 км², уся площа — суходіл.

## Демографія
Згідно з переписом 2010 року, у місті мешкали 3392 особи в 553 домогосподарствах у складі 385 родин. Густота населення становила 514 осіб/км².  Було 635 помешкань (96/км²).
Расовий склад населення:
| - 81,4 % — чорних або афроамериканців - 17,7 % — білих - 0,1 % — азіатів |

До двох чи більше рас належало 0,5 %. Частка іспаномовних становила 1,4 % від усіх жителів.
За віковим діапазоном населення розподілялося таким чином: 15,0 % — особи молодші 18 років, 80,4 % — особи у віці 18—64 років, 4,6 % — особи у віці 65 років та старші. Медіана віку мешканця становила 31,8 року. На 100 осіб жіночої статі у місті припадало 279,8 чоловіків;  на 100 жінок у віці від 18 років та старших — 335,3 чоловіків також старших 18 років.
Середній дохід на одне домашнє господарство  становив 34 737 доларів США (медіана — 19 231), а середній дохід на одну сім'ю — 49 226 доларів (медіана — 30 887). Медіана доходів становила 25 217 доларів для чоловіків та 16 398 доларів для жінок. За межею бідності перебувало 37,2 % осіб, у тому числі 60,7 % дітей у віці до 18 років та 16,0 % осіб у віці 65 років та старших.
Цивільне працевлаштоване населення становило 558 осіб. Основні галузі зайнятості: освіта, охорона здоров'я та соціальна допомога — 29,9 %, роздрібна торгівля — 16,7 %, мистецтво, розваги та відпочинок — 12,7 %, науковці, спеціалісти, менеджери — 9,0 %.